# 成侯 (衛)
成侯（せいこう、？ - 前333年）は、衛の第40代君主。声公の子。公爵から侯爵に爵号が下がった。

## 生涯
声公の子として生まれる。
声公11年（前362年）、声公が薨去したため、子の不逝（ふせい）が立って衛君となった。
成侯11年（前351年）、衛は爵号を下げて侯爵国となった。
成侯29年（前333年）、成侯が薨去し、霊公の末子の公子郢の後裔の平侯が立って衛君となった。

## 参考資料
- 司馬遷『史記』（六国年表、衛康叔世家第七）